# Marcillac-la-Croze
Marcillac-la-Croze este o comună în departamentul Corrèze din centrul Franței. În 2009 avea o populație de 185 de locuitori.

## Evoluția populației
| An        | 1975 | 1982 | 1990 | 1999 | 2006 | 2009 |
| --------- | ---- | ---- | ---- | ---- | ---- | ---- |
| Populație | 242  | 232  | 226  | 212  | 200  | 185  |